# Leif Kruse
Leif Kruse es un deportista danés que compitió en remo. Ganó dos medallas de bronce en el Campeonato Mundial de Remo, en los años 1981 y 1984.

## Palmarés internacional
| Campeonato Mundial | Campeonato Mundial | Campeonato Mundial | Campeonato Mundial |
| Año                | Lugar              | Medalla            | Prueba             |
| ------------------ | ------------------ | ------------------ | ------------------ |
| 1981               | Múnich (RFA)       | Medalla de bronce  | Doble scull ligero |
| 1984               | Montreal (Canadá)  | Medalla de bronce  | Doble scull ligero |